# Грузино-осетинський конфлікт
Грузино-осетинський конфлікт — етнополітичний конфлікт навколо колишньої автономної області Грузії — Південна Осетія, який розвинувся у 1989 році і переріс у війну. Незважаючи на оголошене припинення вогню та численні миротворчі зусилля, конфлікт залишився невирішеним. У серпні 2008 року військова напруженість і зіткнення між Грузією та південноосетинськими сепаратистами переросли в російсько-грузинську війну.

## Витоки конфлікту

### Перші роки Радянського Союзу
Конфлікт між грузинами та осетинами тягнеться принаймні до 1918 року. Після російської революції Грузія проголосила незалежність (26 травня 1918) під керівництвом меншовиків, а більшовики взяли під контроль Росію. Грузини з великою жорстокістю придушили селянське повстання в нинішній Південній Осетії в 1918 році, а в наступному році оголосили Національну Раду Південної Осетії поза законом і відмовилися надати регіону автономію. У червні 1920 року осетинські загони, спонсоровані Росією, напали на грузинську армію та Народну гвардію. Грузини відповіли енергійно і розгромили повстанців: кілька осетинських сіл було спалено, а 20 000 осетин переселено в Радянську Росію. Через вісім місяців Червона Армія успішно вторглася в Грузію.
Радянський грузинський уряд, створений після вторгнення Червоної армії в Грузію в 1921 році, створив автономну адміністративну одиницю для закавказьких осетин у квітні 1922 року під тиском Кавбюро (Кавказьке бюро ЦК Російської Комуністичної партії), що називається Південно-Осетинською автономною областю.

### Пізні роки Радянського Союзу
Наприкінці 1980-х була створена осетинська націоналістична організація «Адамон Ніхас» («Голос народу»). 10 листопада 1989 року Верховна Рада Південної Осетії звернулася до Верховної Ради Грузинської Радянської Соціалістичної Республіки з проханням підвищити статус регіону до статусу автономної республіки. Однак ця заявка була відхилена 16 листопада, і грузини взяли в облогу Цхінвалі 23 листопада 1989 року.
Південна Осетія проголосила про свій державний суверенітет 20 вересня 1990 року. У жовтні 1990 року парламентські вибори Грузії бойкотувала Південна Осетія, яка провела вибори до власного парламенту в грудні того ж року. 11 грудня 1990 року парламент Грузії прийняв законопроєкт, який фактично скасував автономний статус Південної Осетії. Росія втрутилася, і в Південній Осетії було оголошено надзвичайний стан.
4 травня 1991 року парламент Південної Осетії заявив про намір відокремитися від Грузії та об’єднатися з Північною Осетією, яка знаходилася в межах Російської Федерації.

## Пострадянська хроніка

### Війна в Південній Осетії 1991–1992 років

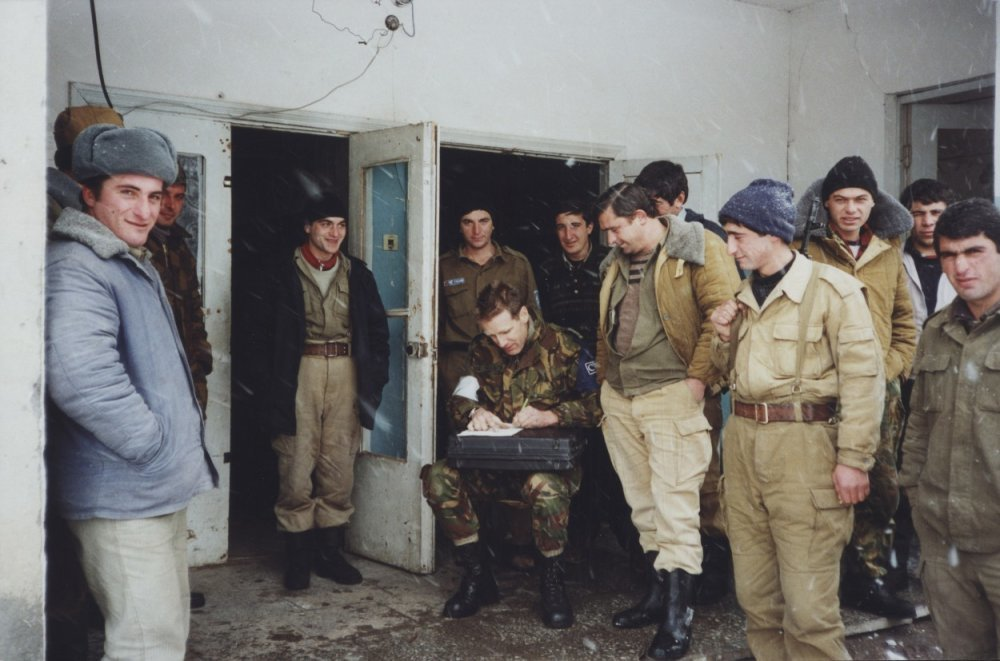
Голландський майор Х. В. Верзійл з місії ОБСЄ, що спостерігає за грузинським військовим постом у Південній Осетії в 1996 році.

На тлі зростання етнічної напруженості почалася війна, коли грузинські сили увійшли до столиці Південної Осетії Цхінвалі. Вважається, що під час війни загинуло понад 2000 людей. Сепаратистам допомагали колишні радянські військові частини, які на той час перейшли під російське командування. Приблизно 100 000 осетин втекли з власне Грузії та Південної Осетії, а 23 000 грузин покинули Південну Осетію. Угода про припинення вогню (Сочінська угода) була досягнута 24 червня 1992 року. Поки вона закінчила війну, вона не торкалася статусу Південної Осетії. Була створена Спільна контрольна комісія з врегулювання грузино-осетинського конфлікту та миротворчих сил, до складу якої входять російські, грузинські та осетинські війська. Де-факто осетинський уряд контролював регіон незалежно від Тбілісі. Діяльність JPKF була в основному зосереджена в зоні конфлікту, яка включала територію в радіусі 15 км від Цхінвалі.
Сепаратисти зберегли контроль над районами Цхінвалі, Ява, Знаурі та частинами Ахалгорі. Центральний уряд Тбілісі контролював решту Ахалгорі та грузинські села в Цхінвальському районі.

### 1992–2003 років
У 1996 році був відкритий ринок Ергнеті, який незабаром став місцем торгівлі грузинами та південними осетинами. У 1996 році Людвіг Чибіров переміг на президентських виборах в Південній Осетії. 16 травня 1996 року в Москві був підписаний меморандум «Заходи щодо забезпечення безпеки та зміцнення довіри», що було розцінено як перший крок до зближення Грузії з сепаратистами Південної Осетії. Після цього відбулися кілька зустрічей президента Грузії Едуарда Шеварднадзе та фактичного президента Південної Осетії Людвіга Чібірова. Вони зустрілись у Владикавказі в 1996 році, на Яві в 1997 році і в Боржомі в 1998 році. Це призвело до деяких позитивних зрушень, таких як розмови про повернення ВПО, економічний розвиток, політичне вирішення питань, захист населення в зоні конфлікту.
Дванадцять років військового протистояння не було. Поки мирний процес був заморожений, осетини та грузини вели жвавий обмін і неконтрольовану торгівлю. Невирішеність конфлікту сприяла розвитку таких незаконних дій, як викрадення людей, обіг наркотиків та торгівля зброєю. До кінця 2003 року ряд правоохоронних органів з Південної Осетії та власне Грузії нібито брали участь у злочинній економічній діяльності. Як повідомляється, влада обох сторін співпрацювала, щоб отримати прибуток від незаконної торгівлі, як і російська митниця та миротворчі війська.

## Хронологія до 2008 року

### Спалах 2004 року

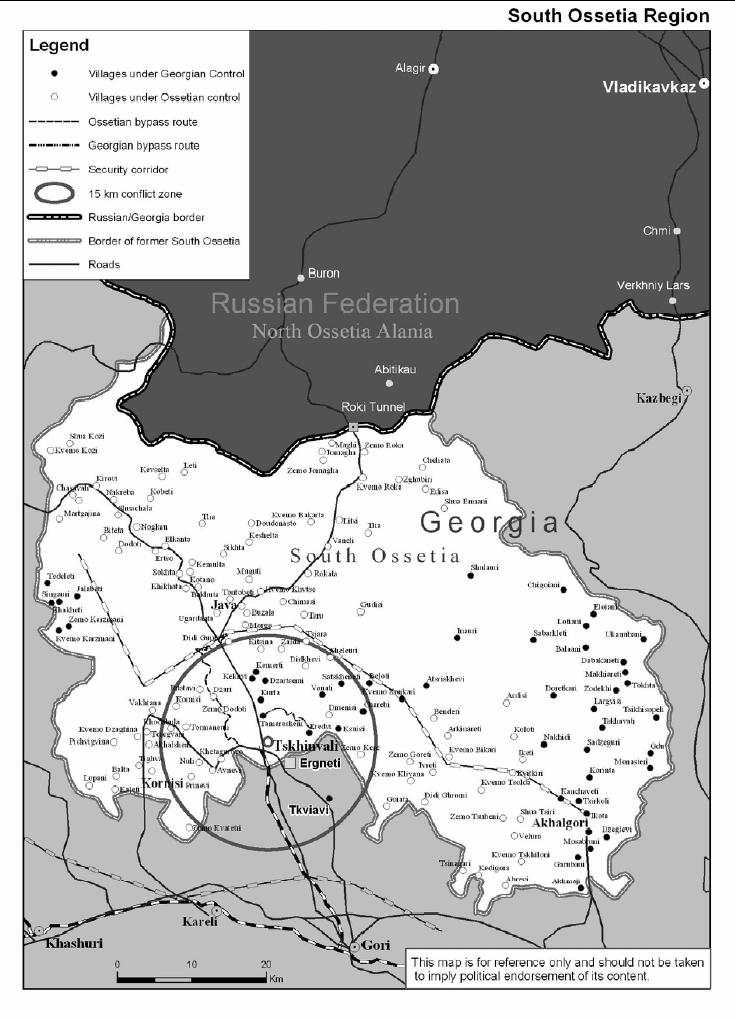
Детальна карта Південної Осетії із зображенням сепаратистських і контрольованих Грузією територій, листопад 2004 р.

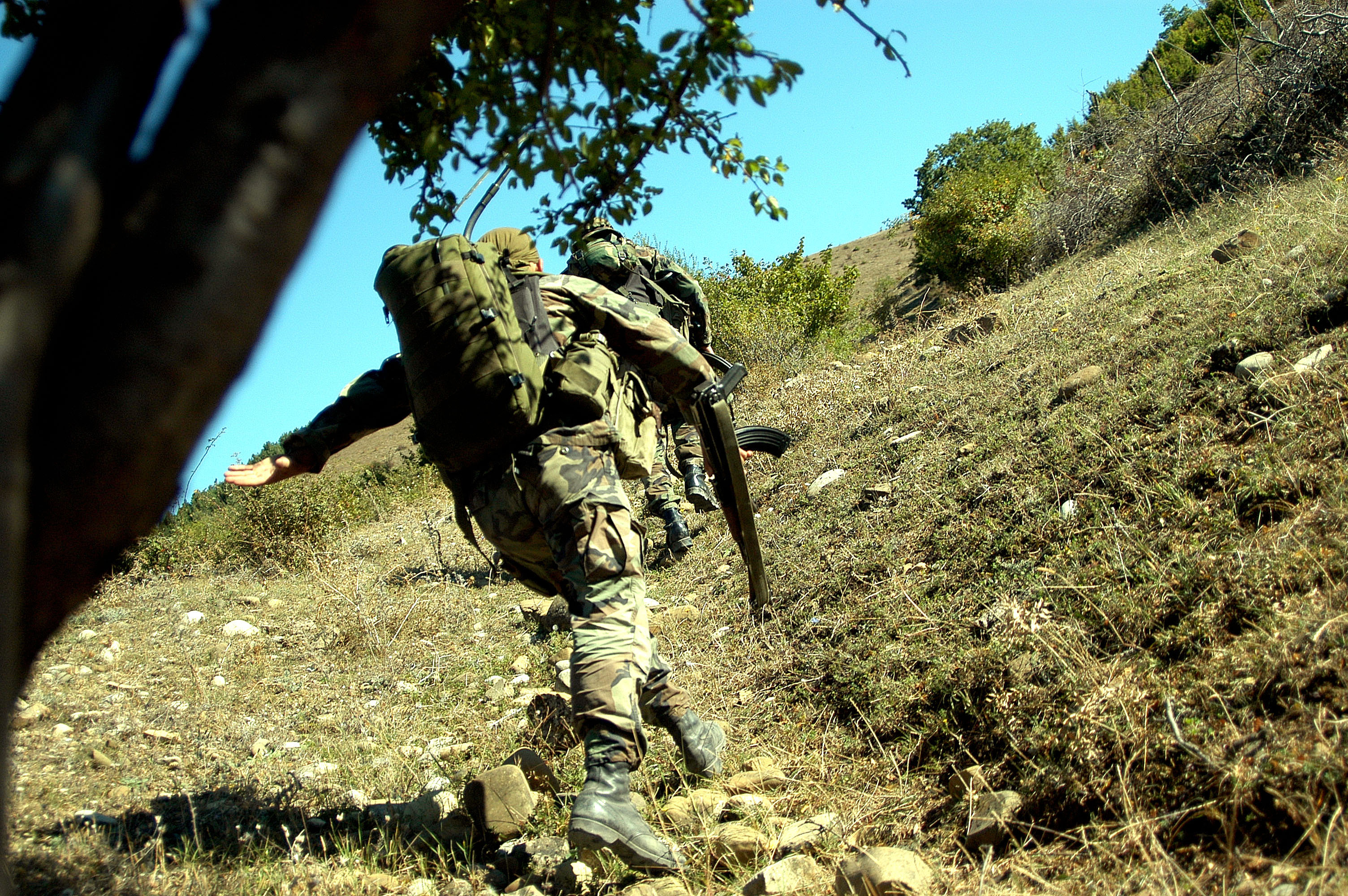
Солдати 13-го легкого піхотного батальйону "Шавнабада" грузинської армії кидаються на пагорб, де закріпилися осетинські повстанці.

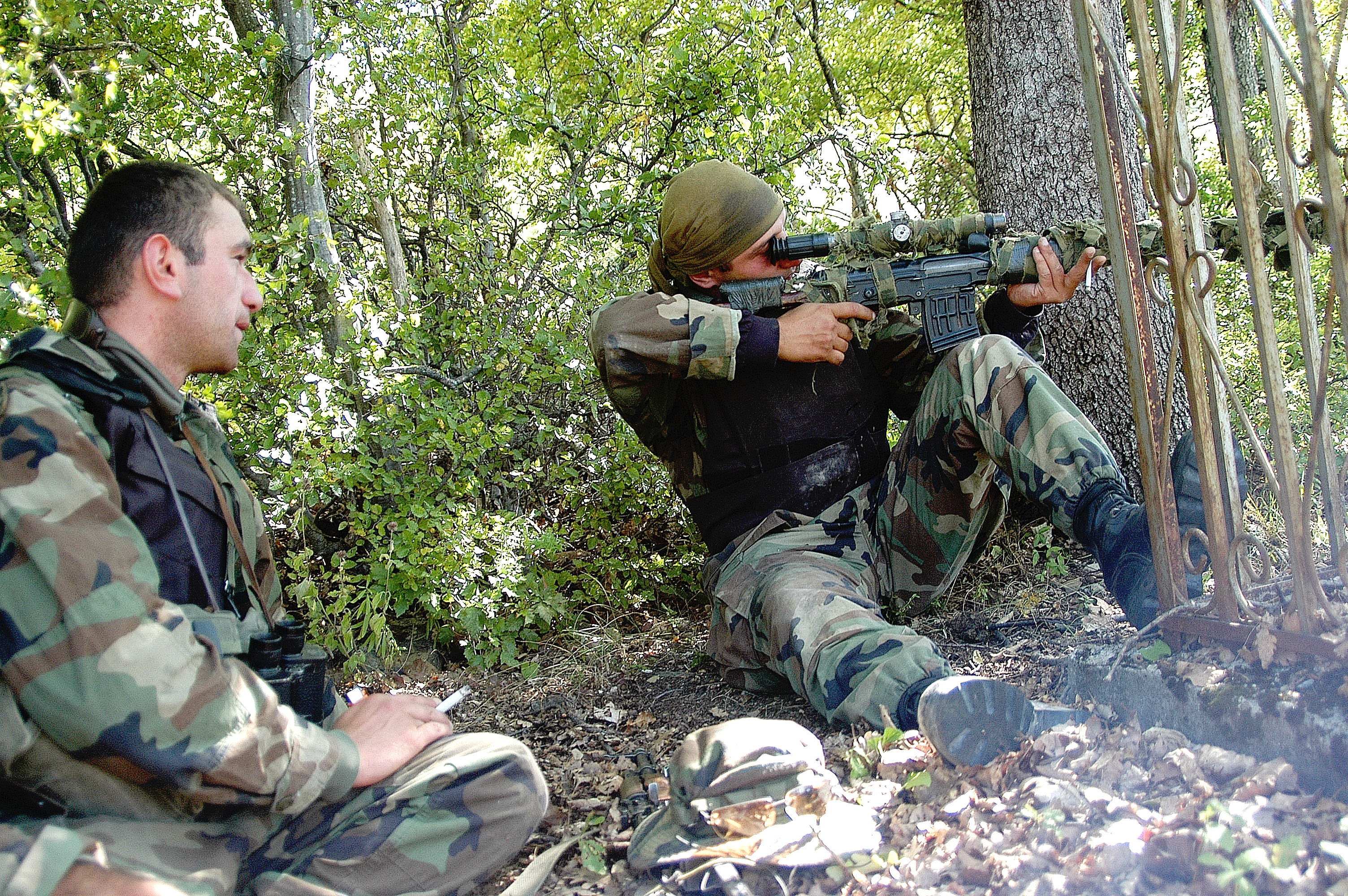
Грузинський снайпер прицілився в осетинських повстанців.

Коли Михеіла Саакашвілі було обрано президентом у 2004 році, його метою було повернути відколоті регіони Грузії під центральний контроль.
Після успіху в Аджарії уряд президента Міхеіла Саакашвілі звернув увагу на Південну Осетію.
У червні грузини закрили ринок Ергнеті, який був основним пунктом торгівлі контрабандними товарами. Це ще більше загострило ситуацію. Регіональна адміністрація Грузії почала відновлювати альтернативну дорогу на Діді-Ляхві.
7 липня грузинські миротворці перехопили російський конвой. Наступного дня близько 50 грузинських миротворців були роззброєні та затримані південноосетинськими ополченцями. Усі захоплені грузинські миротворці були звільнені 9 липня, за трьома винятками. 11 липня 2004 року президент Грузії Саакашвілі заявив, що «криза в Південній Осетії не є проблемою між грузинами та осетинами. Це проблема між Грузією та Росією».
5 серпня 2004 року Державна дума Росії оприлюднила офіційну заяву щодо загострення ситуації навколо Південної Осетії та Абхазії у зв'язку «з політичними діями грузинської влади». У заяві попереджається, що Росія може втягнутися в конфлікт і вживе "відповідних дій у разі, якщо життя громадян Росії буде під загрозою". Сотні російських добровольців, переважно козаків, заявили про готовність захистити народ Південної Осетії у разі подальшої ескалації конфлікту.
Напруга посилилася в ніч з 10 на 11 серпня, коли грузинські та південноосетинські села в районі на північ від Цхінвалі потрапили під обстріл, а мирні жителі отримали поранення. Зазначається, що грузинські та південноосетинські члени JPFK брали участь у перестрілці. 13 серпня прем'єр-міністр Грузії Зураб Жванія і фактичний президент Південної Осетії Едуард Кокойти домовилися про припинення вогню, яке неодноразово порушувалося обома сторонами. Під час напруженості в липні та серпні було вбито 17 грузинів і 5 осетин. На екстрених засіданнях СКК 17 і 18 серпня в Тбілісі та Цхінвалі сторони обговорювали комплексні пропозиції щодо припинення вогню та проєкти демілітаризації. У той же час вони очікували відновлення бойових дій і використали перемир'я для покращення своїх військових позицій та зміцнення оборони. 19 серпня було досягнуто домовленості про припинення вогню.
24 серпня в інтерв'ю телеканалу "Імеді" голова комітету грузинського парламенту з оборони і безпеки Гіві Таргамадзе заявив, що російські військові були готові нанести удар по території Грузії, але рейд було попереджено рішенням Саакашвілі 19. серпня вивести грузинські війська зі стратегічних позицій у Південній Осетії. Таргамадзе сказав, що грузинський уряд володіє таємно записаним відео російських військових приготувань поблизу грузинського кордону.
На зустрічі на високому рівні прем'єр-міністра Грузії Зураба Жванії та лідера Південної Осетії Едуарда Кокойти 5 листопада в Сочі (Росія) було досягнуто домовленості про демілітаризацію зони конфлікту. Після припинення вогню в зоні конфлікту тривав певний обмін вогнем, ініційований, очевидно, в першу чергу осетинською стороною.

### Нові мирні зусилля
Президент Грузії Міхеїл Саакашвілі представив нове бачення вирішення південноосетинського конфлікту на сесії Парламентської асамблеї Ради Європи (ПАРЄ) у Страсбурзі 26 січня 2005 року. Його пропозиція включала ширші форми автономії, включаючи конституційну гарантію вільного та прямо обраного місцевого самоврядування. Саакашвілі заявив, що парламент Південної Осетії буде контролювати такі питання, як культура, освіта, соціальна політика, економічна політика, громадський порядок, організація місцевого самоврядування та охорона навколишнього середовища. У той же час Південна Осетія мала б право голосу і в національних структурах влади з конституційною гарантією представництва в судовій та конституційно-судовій гілках влади та в парламенті. Грузія зобов’язуватиметься покращити економічні та соціальні умови жителів Південної Осетії. Саакашвілі запропонував перехідний 3-річний період врегулювання конфлікту, протягом якого будуть створені змішані сили грузинської та осетинської поліції під керівництвом та егідою міжнародних організацій, а осетинські сили поступово будуть інтегровані в об’єднані збройні сили Грузії. Саакашвілі також зазначив, що міжнародне співтовариство має відігравати більш значущу і помітнішу роль у вирішенні цього конфлікту.
Передчасна смерть Зураба Жванії в лютому 2005 року стала невдачею у врегулюванні конфлікту.

### Напад на грузинський гелікоптер 2006 року
3 вересня 2006 року війська Південної Осетині відкрили вогонь по грузинському вертольоту МІ-8, на борту якого був міністр оборони Грузії Іраклі Окруашвілі, коли той пролетів над контрольованою сепаратистами територією. Він благополучно приземлився на території, що контролюється урядом Грузії. Хоча влада Південної Осетії повідомила, що грузинський гелікоптер увійшов у їхній повітряний простір і зробив постріли в землю, грузини заперечували звинувачення, що постріли були з вертольота. Південноосетинські чиновники підтвердили, що відповідальність за атаку несуть їхні війська, але відкинули твердження про те, що літак був націлений через попередні розвідувальні дані про те, що на борту був Окруашвілі. «Ми не зацікавлені в тому, щоб вбили ні Окруашвілі, ні [президента Грузії Міхеіла] Саакашвілі, оскільки вони допомагають нам досягти незалежності», – заявив міністр внутрішніх справ Південної Осетії Михайло Мінзаєв.

### Жовтневий випадок 2006 року
31 жовтня 2006 року поліція Південної Осетини повідомила про сутичку в районі Ява, Грузія, в результаті якої було вбито групу з 4 чоловік. Серед вилучених у групи зброї були автомати, пістолети, гранатомети, гранати та вибухові пристрої. Серед інших речей, знайдених у бойовиків, були екстремістська ваххабітська література, карти Яванського району та комплекти російської миротворчої форми. Ці висновки наштовхнули владу Південної Осетії до висновку, що бойовики планували здійснити диверсії та теракти. Влада Південної Осетії ідентифікувала чоловіків як чеченців з Панкіської ущелини Грузії. Південна Осетія звинуватила Грузію в найму чеченських найманців для здійснення терактів у регіоні.
Грузинська сторона категорично заперечила свою причетність до інциденту. Речник МВС Грузії Шота Хізанішвілі припустив, що інцидент може бути пов'язаний з "внутрішніми конфліктами в Південній Осетії".

### Конкурентні вибори 2006 року
12 листопада 2006 року в Південній Осетії відбулися президентські вибори та референдум. Контрольована сепаратистами частина регіону переобрала Едуарда Кокойти де-факто президентом і проголосувала за незалежність від Грузії. У підконтрольних Грузії районах осетинська опозиція організувала конкурентні опитування, обравши Дмитра Санакоєва альтернативним президентом, і проголосувала за переговори з Грузією щодо майбутньої федеральної угоди. Прогрузинський уряд ніколи не зміг залучити значної підтримки з боку сепаратистської влади.

### Нова ініціатива Грузії
29 березня 2007 року МЗС Росії попередило у своїй заяві, що план Тбілісі створити тимчасову адміністративну одиницю в частині відколів Південної Осетії «зруйнує і без того крихку ситуацію». 10 травня 2007 року президентом Грузії Дмитро Санакоєв був призначений головою тимчасового адміністративного утворення Південної Осетії. Наступного дня Санакоєв виступив перед парламентом Грузії, виклавши своє бачення плану вирішення конфлікту. У відповідь південноосетинські сепаратисти здійснили масову блокаду грузинських сіл у зоні конфлікту, а Едуард Кокойти зажадав виведення грузинських військ спеціального призначення та тимчасового уряду Південної Осетії на чолі з «альтернативним президентом» Дмитром Санакоєвим.
24 липня 2007 року Тбілісі провів першу державну комісію з визначення статусу Південної Осетії в складі грузинської держави. Комісію під головуванням прем'єр-міністра Грузії Зураба Ногаїделі увійшли грузинські парламентарі, представники осетинської громади Грузії та представники кількох грузинських правозахисних організацій. Переговори відбулися з адміністрацією Санакоєва.
Прихильники Санакоєва розпочали кампанію проти Кокойти під назвою «Кокойти Фандараст» («До побачення, Кокойти» осетинською мовою).

### Ракетний інцидент в Цітелубані 2007 року
6 серпня 2007 року ракета впала, але не розірвалася, в селі Цілубані, близько 65 км (40 миля) з Тбілісі. Офіційні особи Грузії заявили, що російський штурмовик Су-24 Fencer порушив її повітряний простір і випустив протирадіолокаційну тактичну ракету «Радуга Х-58». Росія спростувала ці звинувачення. Група оборонних спеціалістів із США, Швеції, Латвії та Литви пізно 15 серпня заявила, що літак тричі літав із російського повітряного простору в грузинський і назад.

## Події 2008 року

### Довоєнні сутички
Події до серпня 2008 року описані в російсько-грузинській дипломатичній кризі 2008 року.

### Війна в Південній Осетії 2008 року
Напруга між Грузією та Росією почалася у квітні 2008 року. Південноосетинські сепаратисти вчинили перший акт насильства, підірвавши грузинський військовий автомобіль 1 серпня 2008 року. Внаслідок вибуху поранено п'ятьох грузинських миротворців. У відповідь грузинські снайпери ввечері напали на південноосетинських ополченців. 1 серпня осетинські сепаратисти почали обстрілювати грузинські села, у відповідь на це з боку грузинських миротворців та інших військ у регіоні. Серйозні інциденти сталися наступного тижня після нападів осетин на грузинські села та позиції в Південній Осетії.
Близько 19:00 7 серпня 2008 року президент Грузії Міхеїл Саакашвілі оголосив про одностороннє припинення вогню та наказ про відсутність відповіді. Однак південноосетинські сепаратисти активізували напади на грузинські села, розташовані в зоні південноосетинського конфлікту. У ніч на 8 серпня грузинські війська відкрили вогонь у відповідь і просунулися до столиці самопроголошеної Республіки Південна Осетія Цхінвалі. За словами російського військового експерта Павла Фельгенгауера, осетини навмисно провокували грузинів, тому Росія використала б грузинську відповідь як привід для навмисного військового вторгнення. За даними грузинської розвідки та кількох повідомлень російських ЗМІ, частини регулярної (не миротворчої) російської армії вже перейшли на територію Південної Осетії через Рокський тунель до початку грузинської військової операції.
До центру Цхінвалі до 10:00 8 серпня досягли 1500 військовослужбовців сухопутних військ Грузії. У той же день один грузинський дипломат заявив Коммерсантъ, що, взявши під контроль Цхінвалі, вони хотіли продемонструвати, що Грузія не потерпить вбивства громадян Грузії. Росія звинуватила Грузію в агресії проти Південної Осетії і 8 серпня розпочала широкомасштабне вторгнення в Грузію під виглядом миротворчої операції. Російські військові за п'ять днів захопили Цхінвалі і вигнали грузинські війська. Росія також завдала авіаударів по військовій інфраструктурі в Грузії. Абхазькі війська відкрили другий фронт, атакуючи Кодорську ущелину, яку утримувала Грузія. Російські війська окупували грузинські міста Зугдіді, Сенакі, Поті та Горі (останнє після переговорів про припинення вогню). Чорноморський флот Росії блокував узбережжя Грузії.
Як під час війни, так і після неї, південноосетинські сили та нерегулярне ополчення проводили кампанію етнічної чистки проти грузинів у Південній Осетії, при цьому грузинські села навколо Цхінвалі були знищені після закінчення війни. Війна призвела до переміщення 192 000 осіб, і хоча багато хто з них змогли повернутися до своїх домівок після війни, рік потому близько 30 000 етнічних грузинів залишилися переміщеними особами. В інтерв'ю, опублікованому в Коммерсантъ, лідер Південної Осетини Едуард Кокойти заявив, що не дозволить грузинам повернутися.
Президент Франції Ніколя Саркозі провів переговори про угоду про припинення вогню 12 серпня 2008 року. 17 серпня президент Росії Дмитро Медведєв оголосив, що російські війська почнуть виводити з Грузії наступного дня. 8 жовтня російські війська вийшли з буферних зон, прилеглих до Абхазії та Південної Осетії, і контроль над ними був переданий Спостережній місії Європейського Союзу в Грузії.

## Після війни 2008 року
26 серпня 2008 року Росія офіційно визнала Південну Осетію та Абхазію незалежними державами.
4 серпня 2009 року повідомлялося, що напруженість зростає до першої річниці війни 8 серпня. Європейський Союз закликав "всі сторони утримуватися від будь-яких заяв або дій, які можуть призвести до посилення напруженості в цей особливо чутливий час".
У 2015 році прокурор Міжнародного кримінального суду звернувся до суддів суду з проханням розпочати розслідування імовірних військових злочинів у зв'язку з конфліктом. Ця справа включає імовірні злочини, скоєні в рамках кампанії з вигнання етнічних грузин з Південної Осетії, а також напади на миротворців з боку грузинських і південноосетинських сил.
Російські та осетинські війська розширили кордон з Грузією, виселивши етнічних грузин з їхніх домівок.
Було кілька пропозицій щодо приєднання Південної Осетії до Росії після війни. Останній датується 2022 роком.